# Yachthafen Hannover

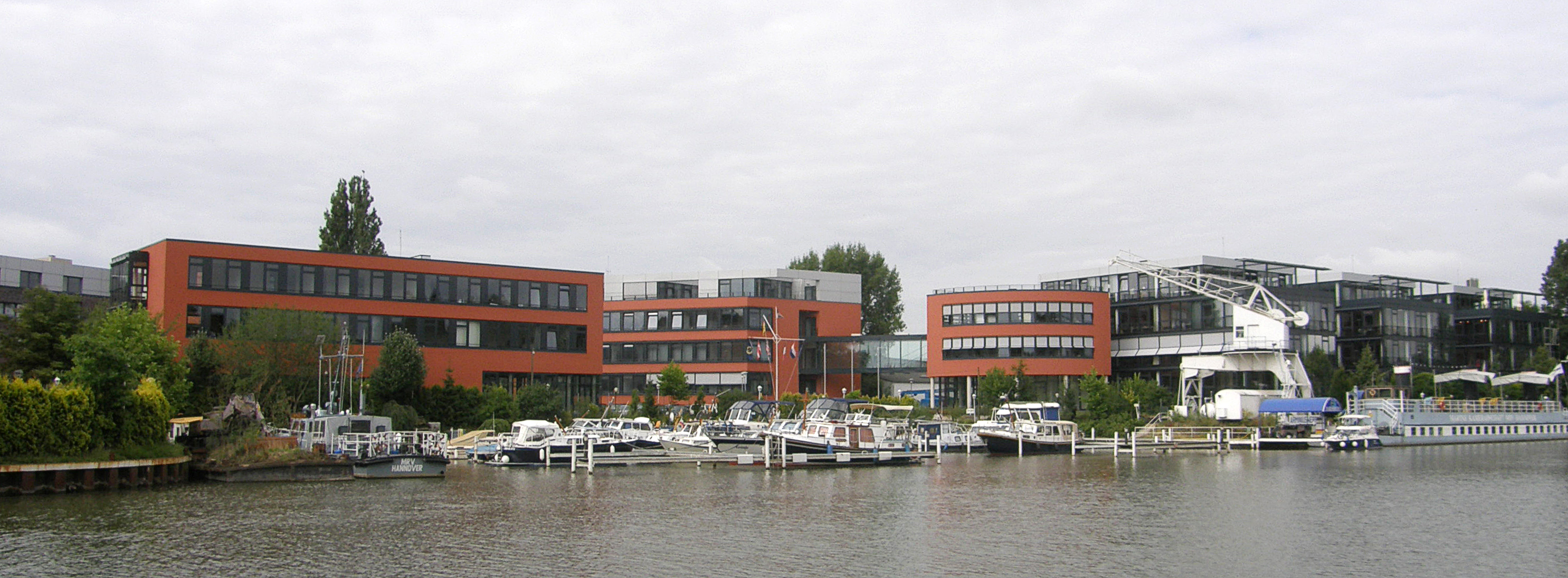
Yachthafen Hannover

Der Yachthafen Hannover ist ein Sportboothafen in Hannover. Er liegt am Mittellandkanal im Stadtteil List.

## Geschichte
Der Yachthafen ist auf dem ehemaligen Gelände der Arminiuswerft entstanden, die hier bis 1987 eine Reparaturwerft betrieb. Die Marinekameradschaft Hannover von 1898 e.V. „Prinz Adalbert von Preußen“ errichtete und betrieb danach einen Stützpunkt des Marine-Regatta-Vereins, bevor der Hafen in private Hände übergeben wurde. Als sichtbares Zeichen der Vergangenheit ist der alte Werftkran erhalten geblieben. 

## Ausstattung
Yachthafen
Die Hafenanlage bietet an festen Stegen 45 Liegeplätze für Sportboote, wobei ca. 6 für Gastlieger vorgehalten werden. Für das Ein- und Aussetzen kleinerer Boote steht eine Slipanlage zur Verfügung. Ein Sanitärcontainer, eine Fäkalienabsauganlage und eine GTL-Tankstelle runden das Angebot ab.
Restaurantschiff
Die 1929 als Schleppkahn gebaute Prinz Adalbert v. Preussen wurde im November 1999 von der Marinekameradschaft Hannover erworben und ist seit 2003 als Restaurant- und Vereinsschiff fester Bestandteil der Hafenanlage. Es ist in Hannover auch als Restaurant Heimathafen bekannt.
Lodges
Auf dem westlichen Teil der Hafenanlage stehen vier Lodges, die für Gäste mit kleineren Booten, Fahrrädern oder des Restaurantschiffs zur Übernachtung angeboten werden.
Partyschiff
Die Erwin Teuteberg, ein ehemaliges Arbeitsschiff der WTD 71, kann für Familienfeste und Ausflugsfahrten auf dem Mittellandkanal gemietet werden.

## Galerie

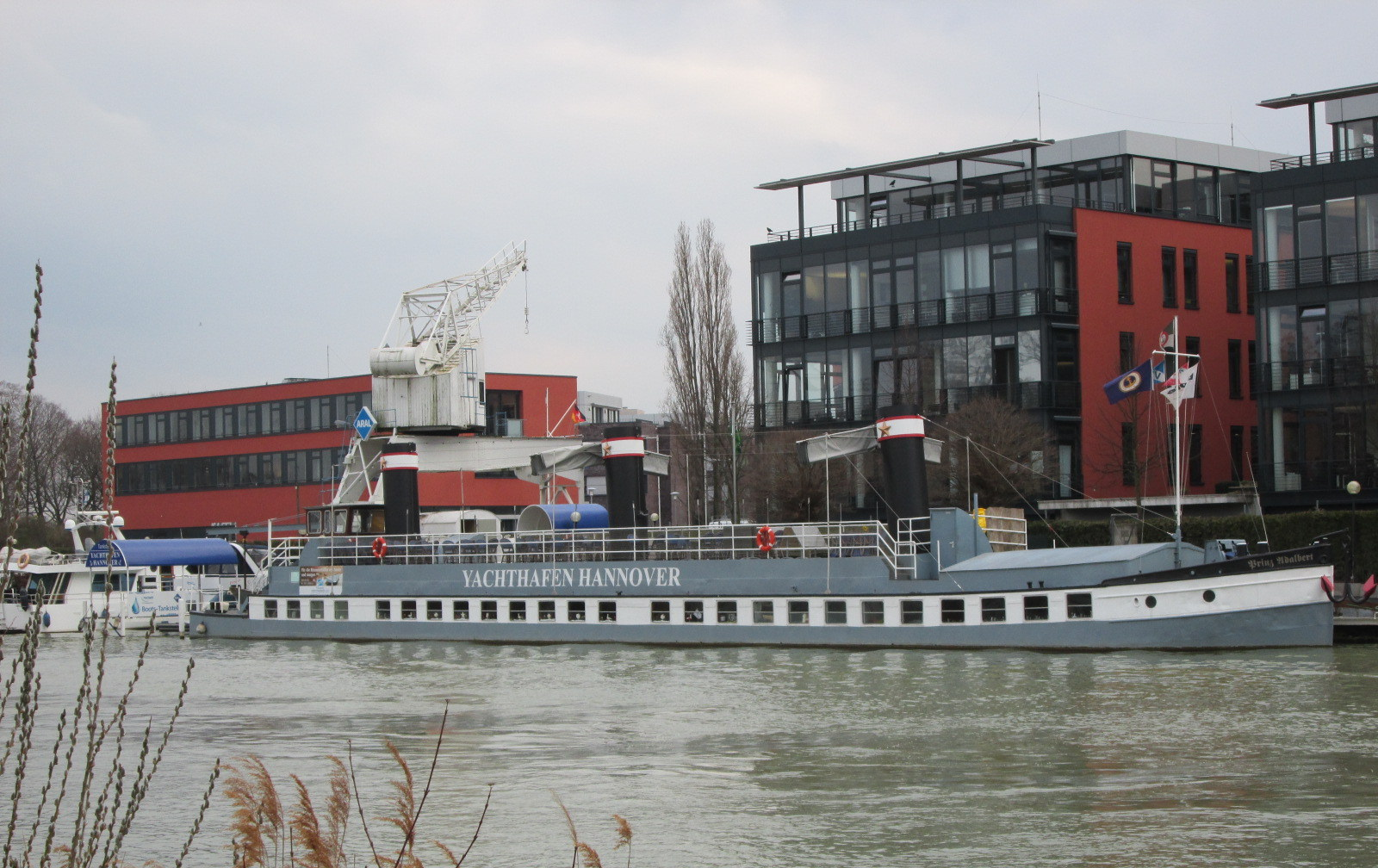
Restaurantschiff Prinz Adalbert v. Preussen
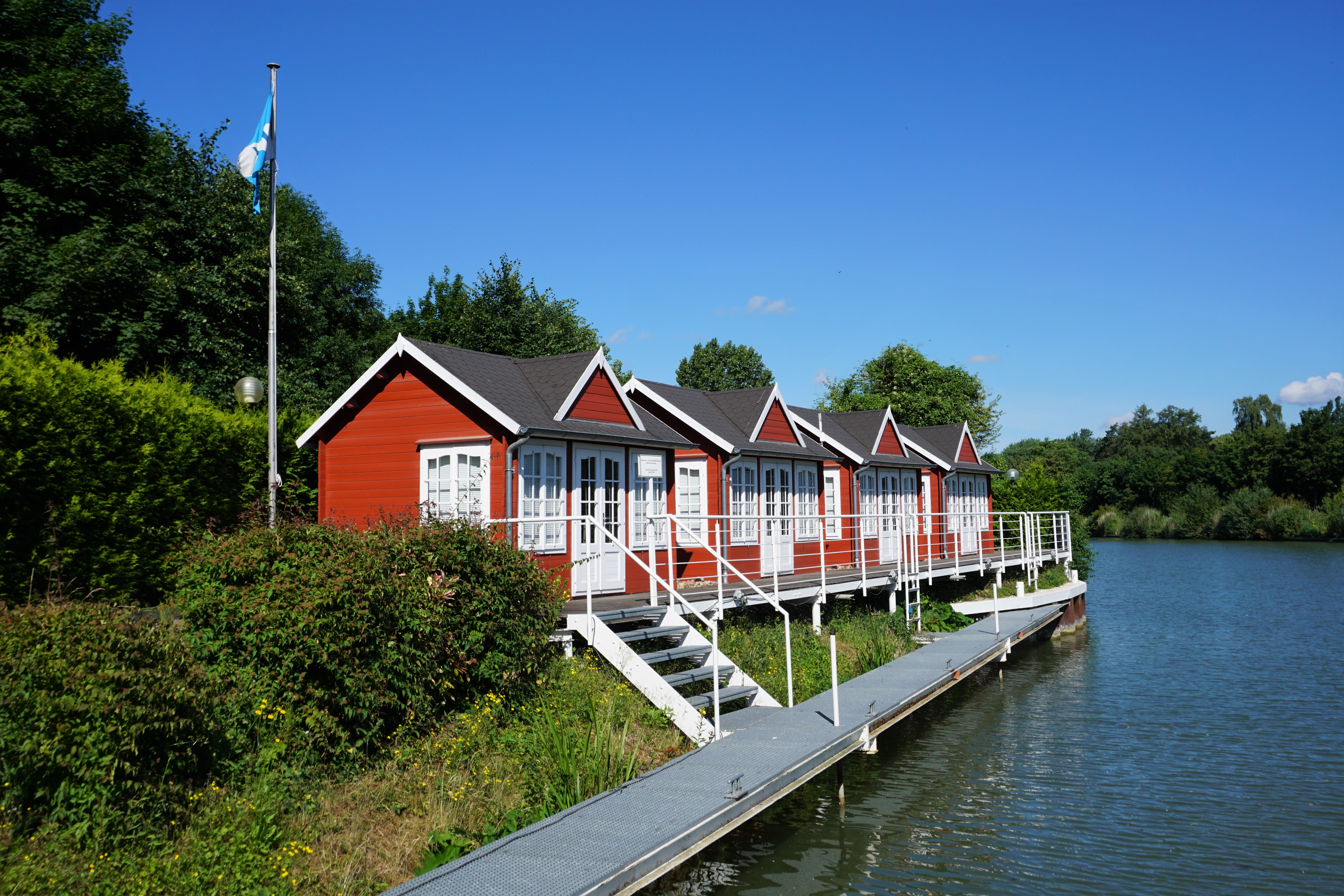
Lodges
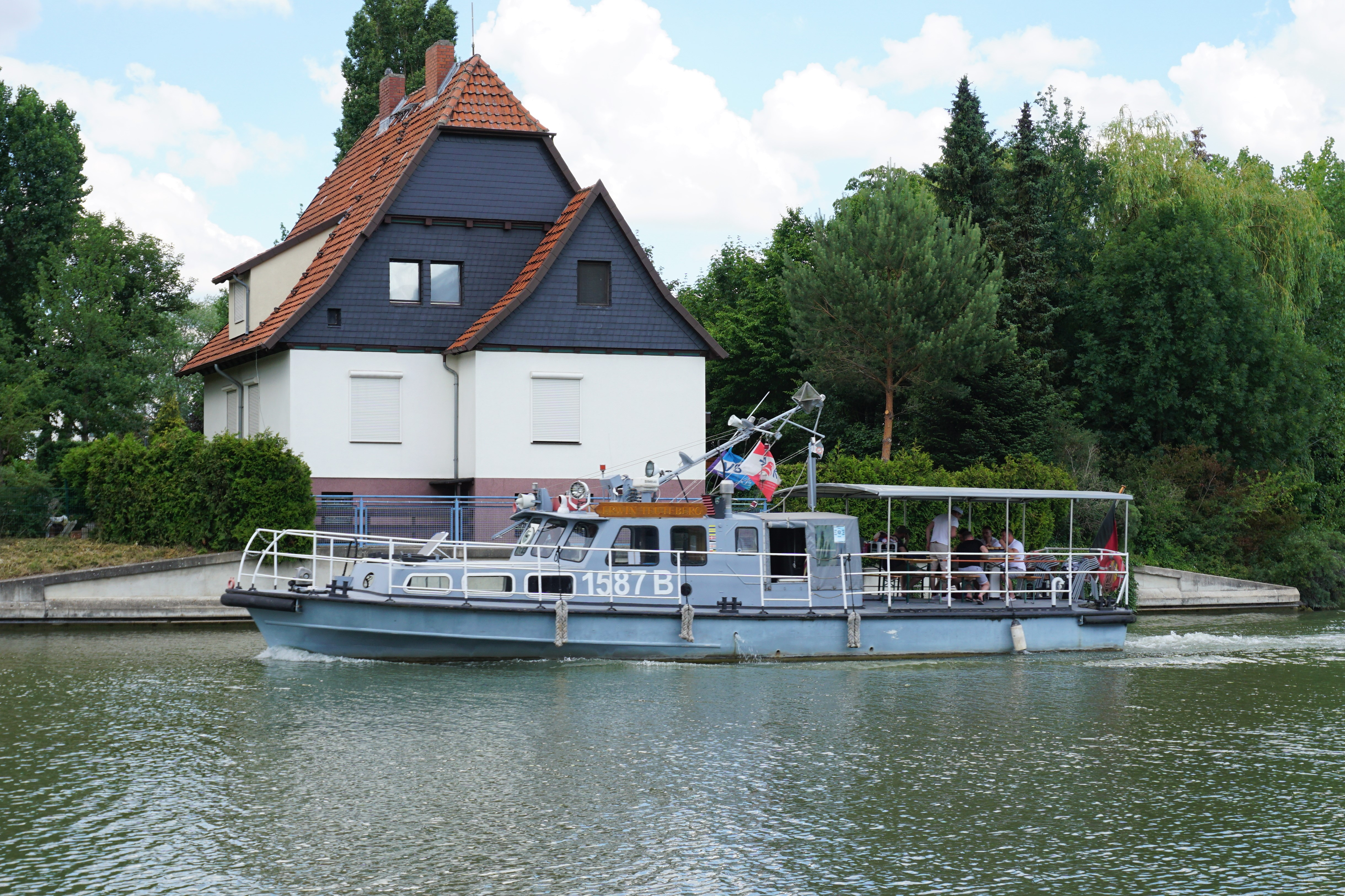
Partyschiff Erwin Teuteberg
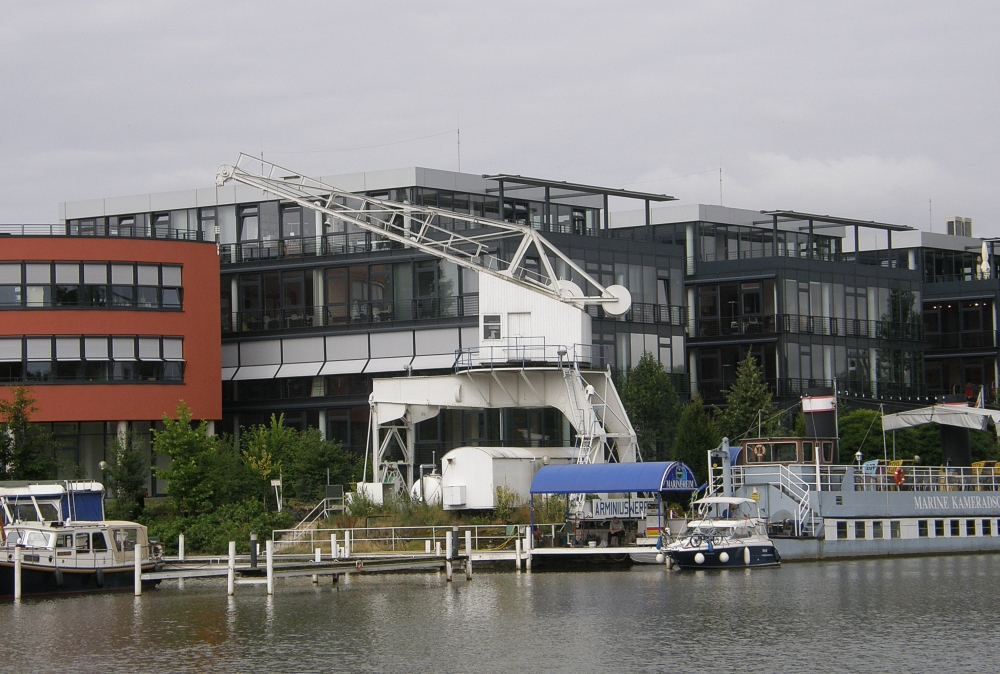
Werftkran